# Torrejonia
Torrejonia és un gènere de la família Palaechthonidae, dins l'orde plesiadapiformes. L'espècie tipus és Torrejonia sirokyi.
El 2017 es descobrí el fòssil més antic d'aquest gènere, un esquelet parcial de Torrejonia wilsoni de 62 milions d'anys d'antiguitat trobat a la conca del riu San Juan, prop de la regió de Four Corners a Nou Mèxic (Estats Units) i es constatà que vivien als arbres, cosa que desmuntava les anteriors assumpcions que eren terrestres.

## Taxonomia
- Torrejonia sirokyi Szalay, 1973[4]
- Torrejonia wilsoni Gazin, 1968[5]